# Centralni komitet za zaštitu prava albanskog naroda
Centralni komitet za zaštitu prava albanskog naroda (alb. Komiteti Qendror për Mbrojet e të Drejtave të Kombësisë Shqiptare) je bila organizacija osnovana tokom jeseni 1877. u Istanbulu, tada Osmansko carstvo. Jedan od osnivača ove organizacije je bio Paško Vasa.
Osnivači i članovi ovog komiteta (Paško Vasa, Abdul Frašeri i Sami Frašeri) su imali ključnu ulogu u formiranju Prizrenske lige 1878. godine. Kada je Osmansko carstvo rasformiralo Prizrensku ligu porazivši vojno njihove pripadnike 1881. godine i počelo da se obračunava sa zastupnicima ideje o autonomiji vilajeta u kojima je postojalo albansko stanovništvo, na inicijativu Samija Frašerija Centralni komitet se reorganizuje i nastavlja svoje aktivnosti u ilegali.